# Чачван

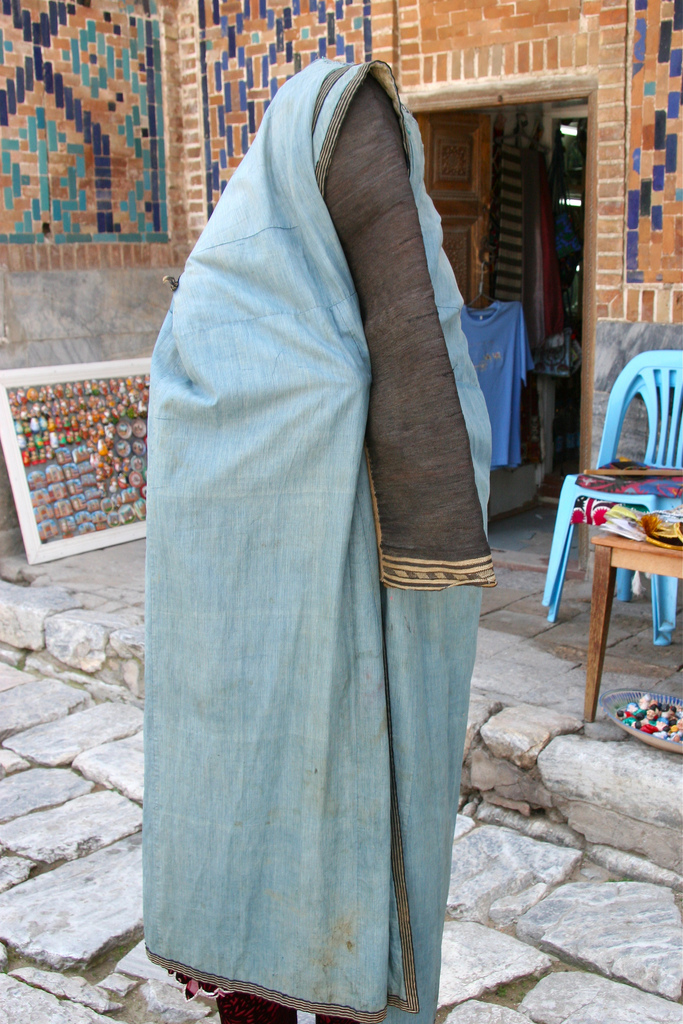
Жінка в блакитному паранджі і з чорним чачваном, що закриває обличчя.

Чачва́н, чачван падж, чашман, чиммет, чашмбанд (спотворене перс. چشم بند, чешм бенд — «пов'язка для очей») — прямокутна густа сітка з кінського волосся, що закриває обличчя і груди жінки.
Виготовлялася тільки з чорного кінського волосся, білий служив для прикраси по нижньому краю виробу. Іноді чачван прикрашали рожевими або блакитними намистинами. Верхні кінці чачвана скріпляли за допомогою петлі і ґудзика, і ковпачок, що вийшов, надягали на голову. Паранджа надягається поверх чачвана.